# 訃報 2020年
訃報 2020年（ふほう 2020ねん）は、2020年（令和2年）中に物故した人物をまとめたものである。詳細は月別訃報記事を参照のこと。

## 月別の訃報記事一覧
- 訃報 2020年1月
- 訃報 2020年2月
- 訃報 2020年3月
- 訃報 2020年4月
- 訃報 2020年5月
- 訃報 2020年6月
- 訃報 2020年7月
- 訃報 2020年8月
- 訃報 2020年9月
- 訃報 2020年10月
- 訃報 2020年11月
- 訃報 2020年12月

## 関連書籍
- 『現代物故者事典(2018 - 2020)』日外アソシエーツ、2021年3月19日。ISBN 978-4-8169-2870-3。